# ديف كوشنر
ديف كوشنر (بالإنجليزية: Dave Kushner)‏ هو موسيقي وعازف قيثارة أمريكي، ولد في 16 نوفمبر 1966 في لوس أنجلوس في الولايات المتحدة.

## وصلات خارجية
- ديف كوشنر على موقع IMDb (الإنجليزية)
- ديف كوشنر على موقع ميوزك برينز (الإنجليزية)
- ديف كوشنر على موقع إن إن دي بي (الإنجليزية)
- ديف كوشنر على موقع أول ميوزيك (الإنجليزية)
- ديف كوشنر على موقع ديسكوغز (الإنجليزية)